# جاسمين كاماتشو كوين
جاسمين كاماتشو كوين (مواليد 21 أغسطس 1996) هي لاعبة ألعاب قوة من بورتوريكو،متخصصة في سباقات 100 متر حواجز.